# La commare secca
La commare secca és una pel·lícula italiana dirigida per Bernardo Bertolucci, estrenada el 1962. Ha estat doblada al català.

## Argument
A Roma, el 1960, és trobat a les ribes del Tiber el cos d'una prostituta. La policia interroga nombroses persones.

## Repartiment
Tots els actors del film són no professionals. Són:
- Carlotta Barilli: Serenella
- Lorenza Benedetti: Milly
- Clorinda Celani: Soraya
- Vincenzo Ciccora: Mayor
- Alvaro D'Ercole: Francolicchio
- Giancarlo De Rosa: Nino
- Elena Fontana
- Maria Fontana
- Gabriella Giorgelli: Esperia
- Romano Labate: Pipito
- Silvio Laurenzi: homosexual
- Alfredo Leggi: Bostelli
- Santina Lisio: mare d'Esperia
- Allen Midgette: Teodoro, el soldat
- Ada Peragostini: Maria
- Emy Rocci: Domenica
- Wanda Rocci: Prostituta
- Francesco Ruiu: Canticchia
- Marisa Solinas: Bruna
- Erina Torelli: Mariella
- Renato Troiani: Natalino